# Brothers: A Tale of Two Sons
Brothers: A Tale of Two Sons (с англ. — «Братья: рассказ о двух сыновьях») — приключенческая игра, разработанная Starbreeze Studios с участием Юсефа Фареса и издаваемая 505 Games. Игра была выпущена 7 августа 2013 года для Xbox 360 и 3 сентября 2013 года для Microsoft Windows и PlayStation 3. 28 февраля 2024 года состоялся выход одноимённого ремейка для PlayStation 5, Xbox Series X/S и Windows.

## Игровой процесс
Геймплей строится на взаимодействии между двумя братьями друг с другом и миром. Они преодолевают препятствия и решают загадки, работая вместе. Игрок управляет каждым братом отдельно с помощью клавиатуры или геймпада, что позволяет каждому персонажу двигаться свободно и индивидуально. Так же имеются индивидуальные кнопки действия для каждого брата. NPC по-разному реагируют при взаимодействия каждого брата с ними, иногда только один из братьев может получить конкретную информацию от конкретных NPC.

## Сюжет
История начинается с мальчика по имени Найи (Naiee), скорбящего над надгробием его матери, которую он пытался спасти, но она утонула в море. Его старший брат Найа (Nyaa) зовёт его, чтобы он помог ему довезти больного отца до врача в деревне. Врач говорит, что единственный способ победить болезнь — принести воду от Древа Жизни. Братья отправляются в долгое путешествие. По пути им предстоит как встретить множество опасностей в виде злобных огров, волков или ночных кошмаров, так и помочь более дружелюбным обитателям, например, одинокому изобретателю, живущему высоко в горах. 
Во время путешествия братья добираются до гигантского замка и освобождают тяжело раненого грифона, который помогает им, прежде чем потерять сознание от полученных травм, что заставляет братьев подумать, что он умер. Герои проходят через долину погибших в битве гигантов и натыкаются на племя аборигенов, собирающееся принести в жертву молодую девушку. Найи и Найа спасают её, притворившись божеством этого племени, и незнакомка присоединяется к ним, говоря, что знает, как добраться до Древа. По пути девушка начинает соблазнять Найа и в итоге влюбляет его в себя. Но она оказывается паукообразным монстром, который заманивал в свою пещеру путников и съедал. Братьям удаётся убить её, но в конце боя она смертельно ранит Найа.
Герои наконец находят Древо Жизни, и Наи добирается до вершины. Он собирает целебную воду и возвращается к Найа, оставшемуся у подножия дерева, но обнаруживает брата мёртвым. Целебная вода больше не может помочь, и Найи, скорбя, хоронит Найа, прежде чем вернуться на родину на прилетевшем том самом грифоне. 
Из-за дождя в его деревне случился прилив, и Найи при помощи духа своей матери и голоса брата наконец побеждает свой страх перед водой, научившись плавать. Он отдаёт целебный напиток врачу, и его отец выздоравливает. Найи с папой воздвигают надгробие в честь Найа рядом с могилой его матери, и, пока безутешный отец рыдает, Найи утешает его и смотрит вдаль, а на фоне скалистых гор пролетает грифон.

## Разработка
Brothers: A Tale of Two Sons была разработана Starbreeze Studios и стала первой игрой студии, изданной 505 Games. По ходу разработки использовалось рабочее название P13. Игра использует Unreal Engine 3 и была разработана при участии шведского режиссёра Юсефа Фареса. Игра была выпущена 7 августа 2013 года для Xbox 360 и 3 сентября 2013 года для Microsoft Windows и PlayStation 3
В январе 2015 года Starbreeze продали права на игру 505 Games за 500 000 долларов США. Издатель продолжил разработку игры на новых платформах: в середине 2015 года вышла версия для PlayStation 4 и Xbox One, включавшая комментарии разработчиков, саундтрэк и концепт-арты; 22 октября 2015 года вышла мобильная версия игры для устройств под управлением iOS, а 25 мая 2016 года — для Android-устройств.
28 мая 2019 года 505 Games выпустила версию игры для Nintendo Switch. Особенностью этого порта является возможность играть двум игрокам в кооперативном режиме — в этом случае каждый игрок будет управлять одним из братьев. 25 марта 2021 года компания Super Rare Games выпустила ограниченную партию картриджей для Switch с игрой.

## Принятие

### Критика
| Сводный рейтинг | Сводный рейтинг                                                                            |
| Агрегатор       | Оценка                                                                                     |
| --------------- | ------------------------------------------------------------------------------------------ |
| GameRankings    | (X360) 85,49 % (PS3) 83,80 %                                                               |
| Metacritic      | (PC) 90/100 (X360) 86/100 (PS3) 85/100 (XONE) 81/100 (PS4) 81/100 (iOS) 81/100 (NS) 79/100 |

| Русскоязычные издания | Русскоязычные издания |
| Издание               | Оценка                |
| --------------------- | --------------------- |
| StopGame.ru           | «Похвально»           |

Игра получила положительные отзывы критиков. Средний балл на агрегаторе рецензий Metacritic составил 90 из 100 для версии для Windows, 86 из 100 для версии для Xbox 360, 85 из 100 для версии для PlayStation 3, 81 из 100 для версий для Xbox One, PlayStation 4 и iOS, и 79 из 100 для версии для Nintendo Switch.
Райан Маккафри из IGN назвал Brothers: A Tale of Two Sons «вероятно, лучшей скачиваемой игрой после Journey». Джеймс Науч в своём превью для GamesMaster описал игру как «чарующее, эмоциональное приключение, протекающее в собственном, довольно спокойном темпе»; в окончательной рецензии в журнале была поставлена оценка 91 из 100 с комментарием: «коротко, но безмерно приятно; это Ico плюс Limbo в мире Fable. Одним словом: завораживающе». В рецензии для журнала Edge игра была оценена в 7 баллов из 10; рецензенты высоко оценили визуальный стиль, темп повествования и сюжет, и особо отметили систему управления, заявив, что разработчики «понимали, что такое коммуникация через взаимодействие»; однако критике подвергся недостаток уверенности Starbreeze в создании артхаусной игры. Людвиг Кицманн из Joystiq присудил игре высший балл — 5 из 5, написав: «нечасто игры создают такую сильную связь, ещё реже в роли соединительной ткани выступает игрок».
Издания IGN и PC Gamer включили Brothers: A Tale of Two Sons в список лучших игр 2013 года. IGN написали: «не секрет, что мы любим Journey. В конце концов, это наша игра года — 2012. И Fable мы тоже любим [...]. Так что при соединении этих двух игр в кинематографический повествовательный опыт — написанный и срежессированный прославленным шведским кинематографистом — вы точно привлечёте наше внимание. Как только мы увидели игру, мы уже знали: это будет хорошо. Очень, очень хорошо». PC Gamer отметил, что «игру легко отнести к одним из инди-самородков 2013 года.

### Продажи
По состоянию на январь 2015 года, было продано свыше 800 000 копий игры. Летом 2018 года, благодаря уязвимости в защите Steam Web API, стало известно, что точное количество пользователей сервиса Steam, которые играли в игру хотя бы один раз, составляет 1 056 557 человек.

### Награды
В 2013 году Brothers: A Tale of Two Sons победила в номинации «Лучшая игра для Xbox» на VGX Awards (ранее — Spike Video Game Awards), обойдя такие игры, как Grand Theft Auto V, BioShock Infinite и Tomb Raider. Годом позже на десятой церемонии награждения премии BAFTA в области игр Brothers: A Tale of Two Sons получила премию в номинации «Игровые инновации», а также была номинирована в категориях «Лучшая семейная игра» и «Лучший сюжет».

## Ремейк
На The Game Awards 2023 был анонсирован одноимённый ремейк для PlayStation 5, Xbox Series X/S и Windows. Выход ремейка, созданного итальянской студией Avantgarden, состоялся 28 февраля 2024 года.